# Faro de Isla Virgen
El faro de Isla Virgen está ubicado en la isla Virgen, a 1,5 kilómetros de la costa, en el departamento de Finisterre, en Francia. Es el faro con torre de piedra más alto del mundo.

## Descripción
Las autoridades marítimas de Francia no estaban satisfechas con la escasa visibilidad del primer faro de la isla Virgen, construido en 1845. Varios proyectos se suceden hasta que el 22 de abril de 1896, el Ministerio autoriza la construcción de un nuevo faro. Las obras comenzaron el 24 de abril de 1897 y finalizaron el 1 de marzo de 1902.
La torre de 82,5 metros de alto fue construida con granito de la isla, en su interior, hay una escalera de caracol de 360 escalones. Es el faro con torre de piedra más alto del mundo.
La luz característica es blanca con destellos cada 5 segundos. Se puede distinguir a una distancia de 25 millas náuticas.
Desde 2010 las instalaciones están automatizadas y no tienen personal asignado de forma permanente.
El faro se encuentra abierto al público.

### Suministro eléctrico
Dos generadores eólicos suministraron energía eléctrica al faro desde 1959 hasta su retiro en 1994. Para obtener una mayor fiabilidad, desde 2008 funcionan dos grupo electrógenos y tres generadores eólicos de baja potencia.

## Imágenes

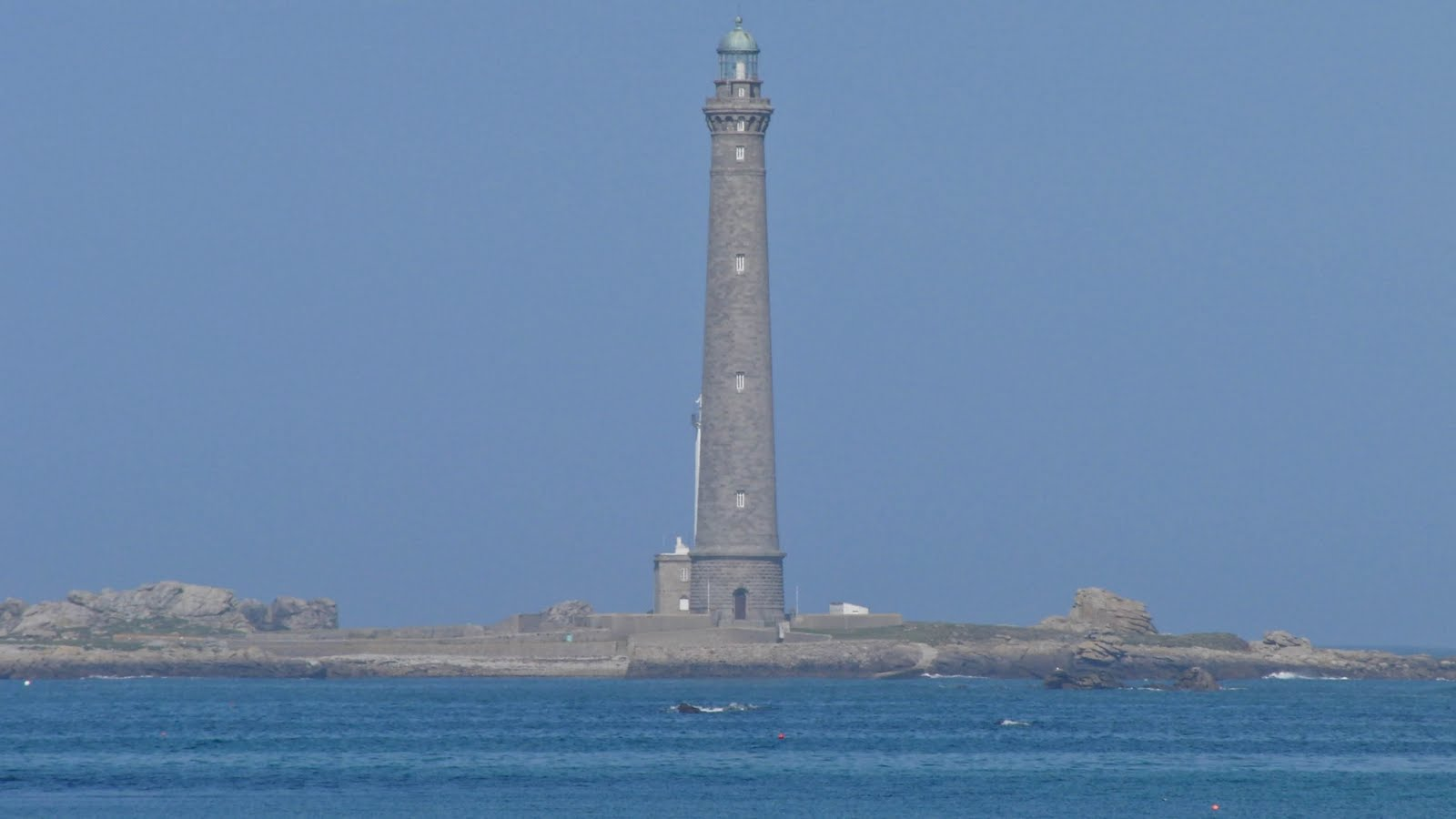
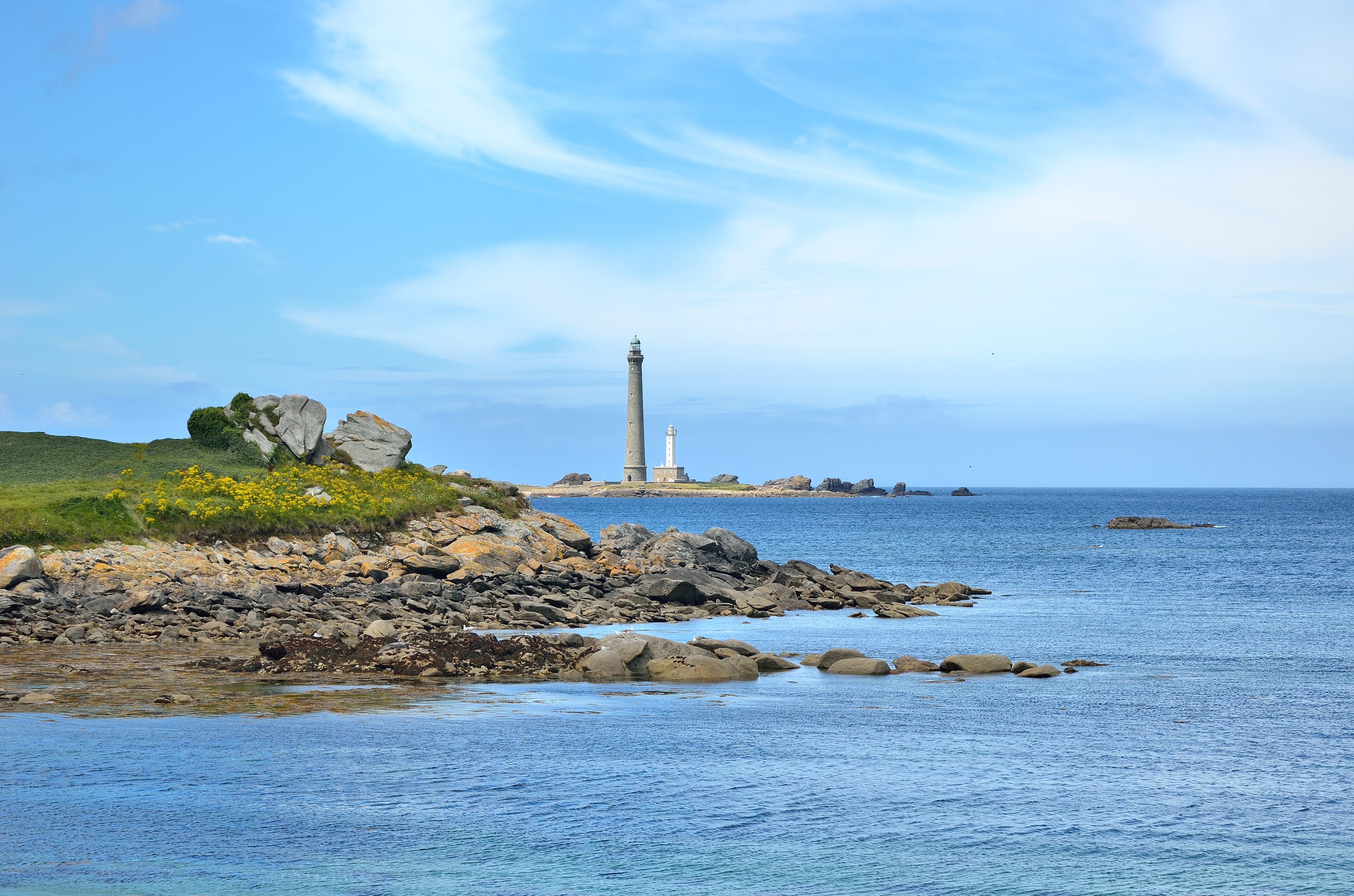
El faro desde el continente.
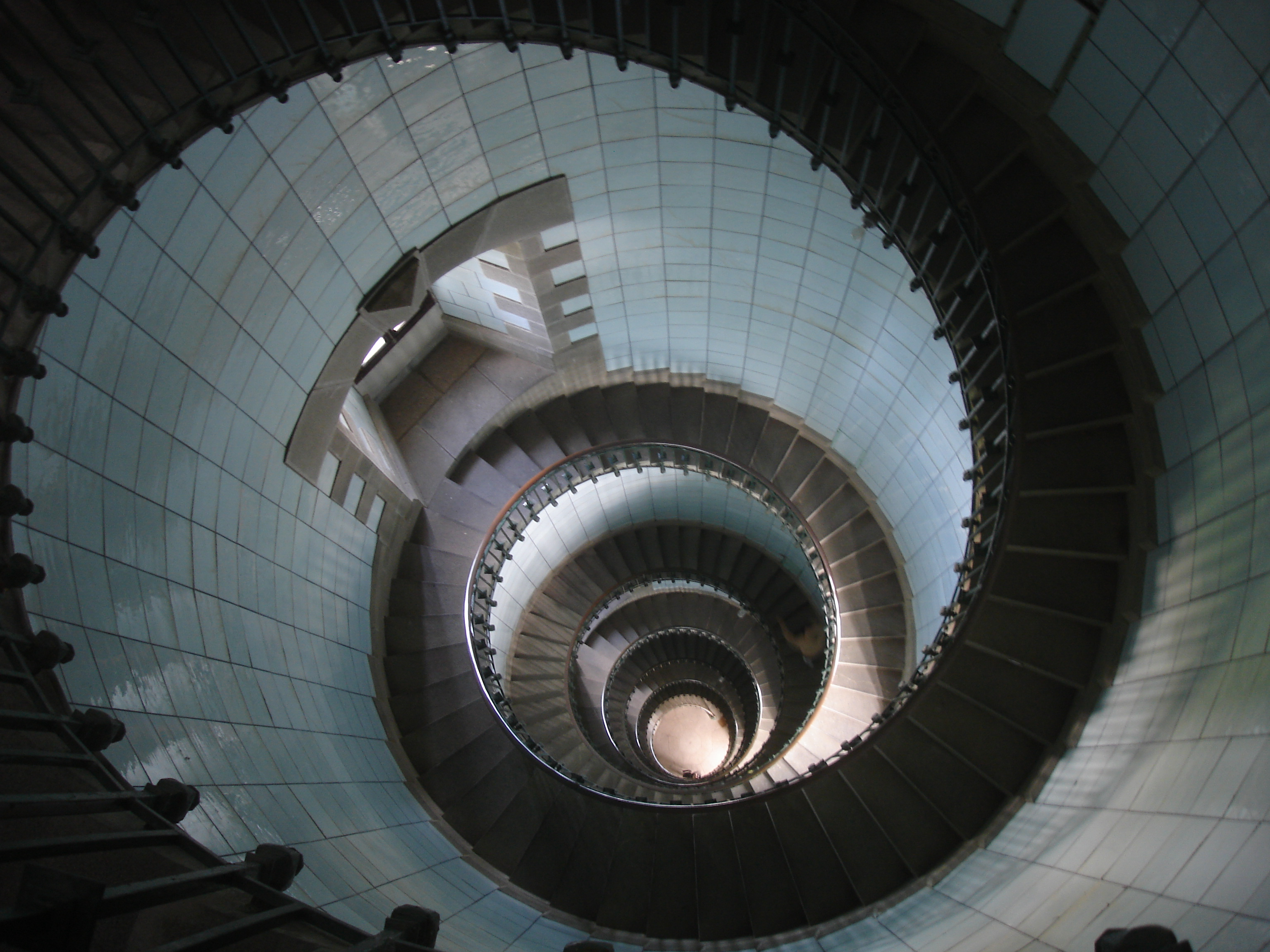
La escalera de caracol.
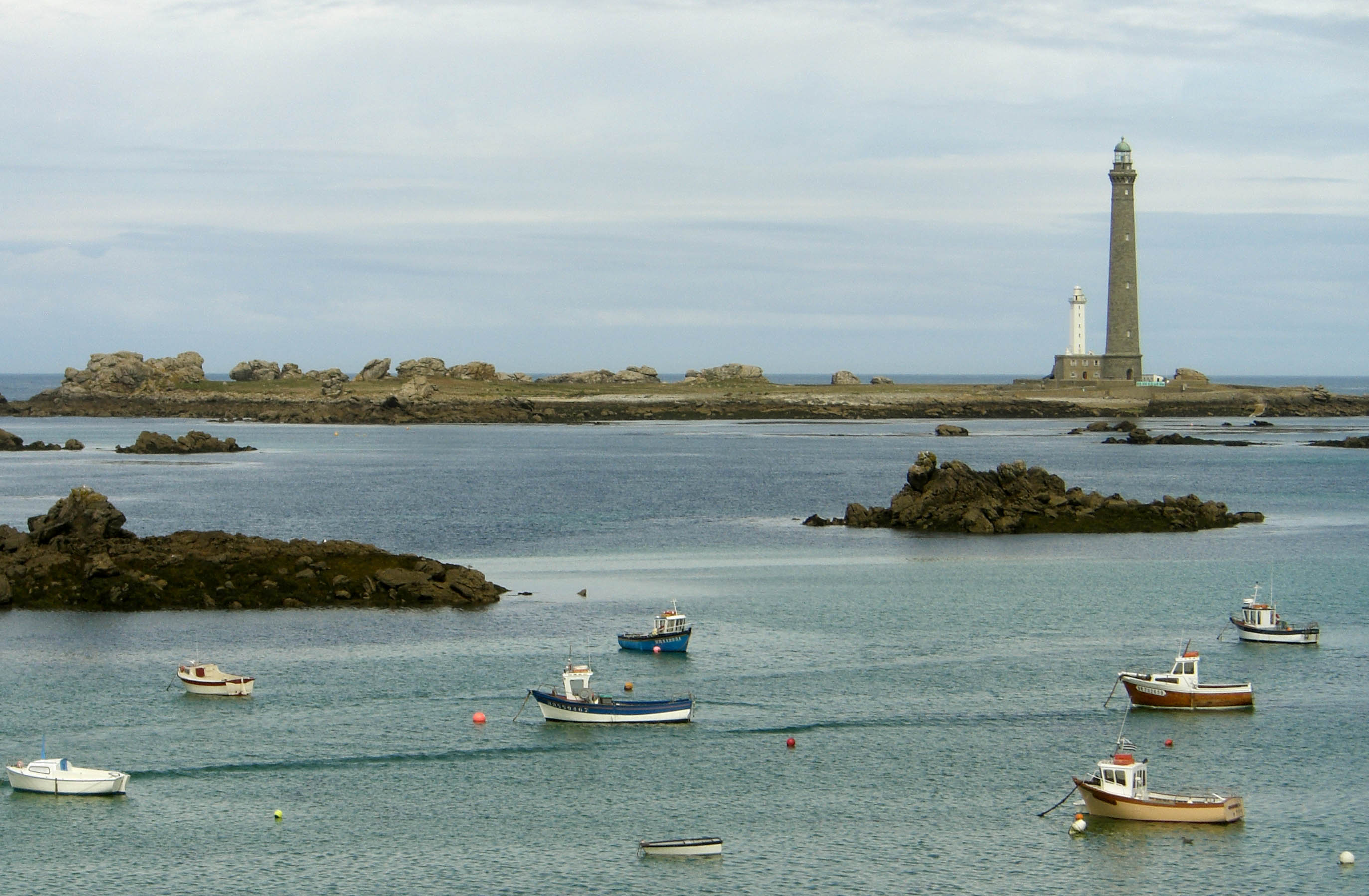
Los faros en 2006.